# Ніблі (Юта)
Ніблі (англ. Nibley) — місто (англ. city) в США, в окрузі Кеш штату Юта. Населення — 7328 осіб (2020).

## Географія
Ніблі розташоване за координатами 41°40′22″ пн. ш. 111°50′42″ зх. д. / 41.67278° пн. ш. 111.84500° зх. д. (41.672790, -111.845025).  За даними Бюро перепису населення США в 2010 році місто мало площу 10,43 км², уся площа — суходіл.

## Демографія
Згідно з переписом 2010 року, у місті мешкало 5438 осіб у 1412 домогосподарствах у складі 1299 родин. Густота населення становила 522 особи/км².  Було 1451 помешкання (139/км²).
Расовий склад населення:
| - 91,7 % — білих - 0,5 % — корінних американців - 0,5 % — азіатів - 0,2 % — вихідців з тихоокеанських островів - 0,2 % — чорних або афроамериканців - 5,2 % — осіб інших рас |

До двох чи більше рас належало 1,7 %. Частка іспаномовних становила 10,1 % від усіх жителів.
За віковим діапазоном населення розподілялося таким чином: 43,4 % — особи молодші 18 років, 52,5 % — особи у віці 18—64 років, 4,1 % — особи у віці 65 років та старші. Медіана віку мешканця становила 24,8 року. На 100 осіб жіночої статі у місті припадало 98,8 чоловіків;  на 100 жінок у віці від 18 років та старших — 98,3 чоловіків також старших 18 років.
Середній дохід на одне домашнє господарство  становив 84 535 доларів США (медіана — 73 958), а середній дохід на одну сім'ю — 86 934 долари (медіана — 76 172). Медіана доходів становила 54 745 доларів для чоловіків та 35 611 долар для жінок. За межею бідності перебувало 6,6 % осіб, у тому числі 7,5 % дітей у віці до 18 років та 11,7 % осіб у віці 65 років та старших.
Цивільне працевлаштоване населення становило 2495 осіб. Основні галузі зайнятості: виробництво — 27,3 %, освіта, охорона здоров'я та соціальна допомога — 26,0 %, науковці, спеціалісти, менеджери — 9,8 %, роздрібна торгівля — 8,0 %.